# Bryan D. Brown

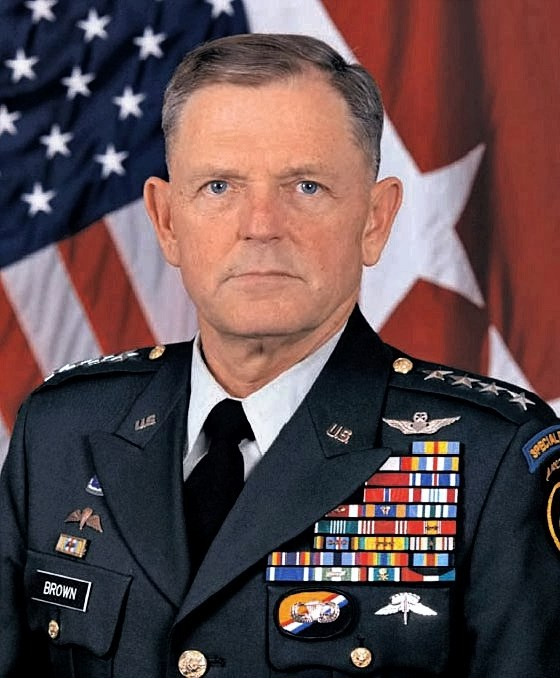
Bryan Brown

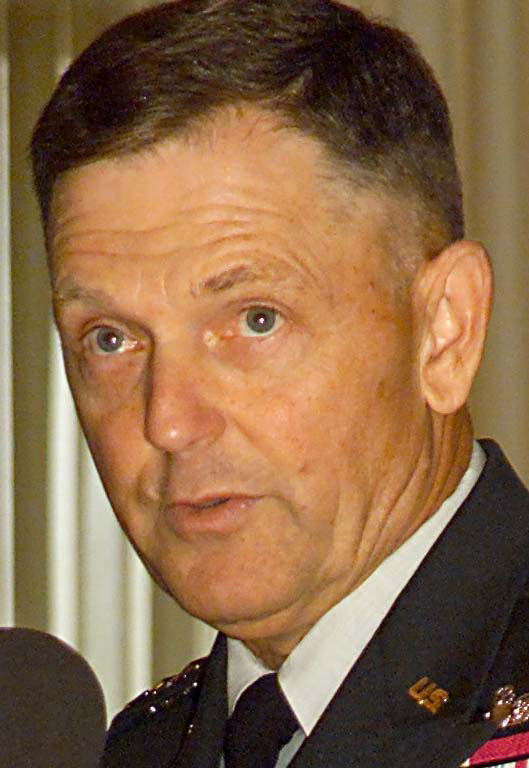
General Brown

Bryan Douglas „Doug“ Brown (* 20. Oktober 1948 in Fort Meade) ist ein ehemaliger General der US Army und war von 2003 bis 2007 Kommandeur des US Special Operations Command (USSOCOM).

## Militärische Laufbahn

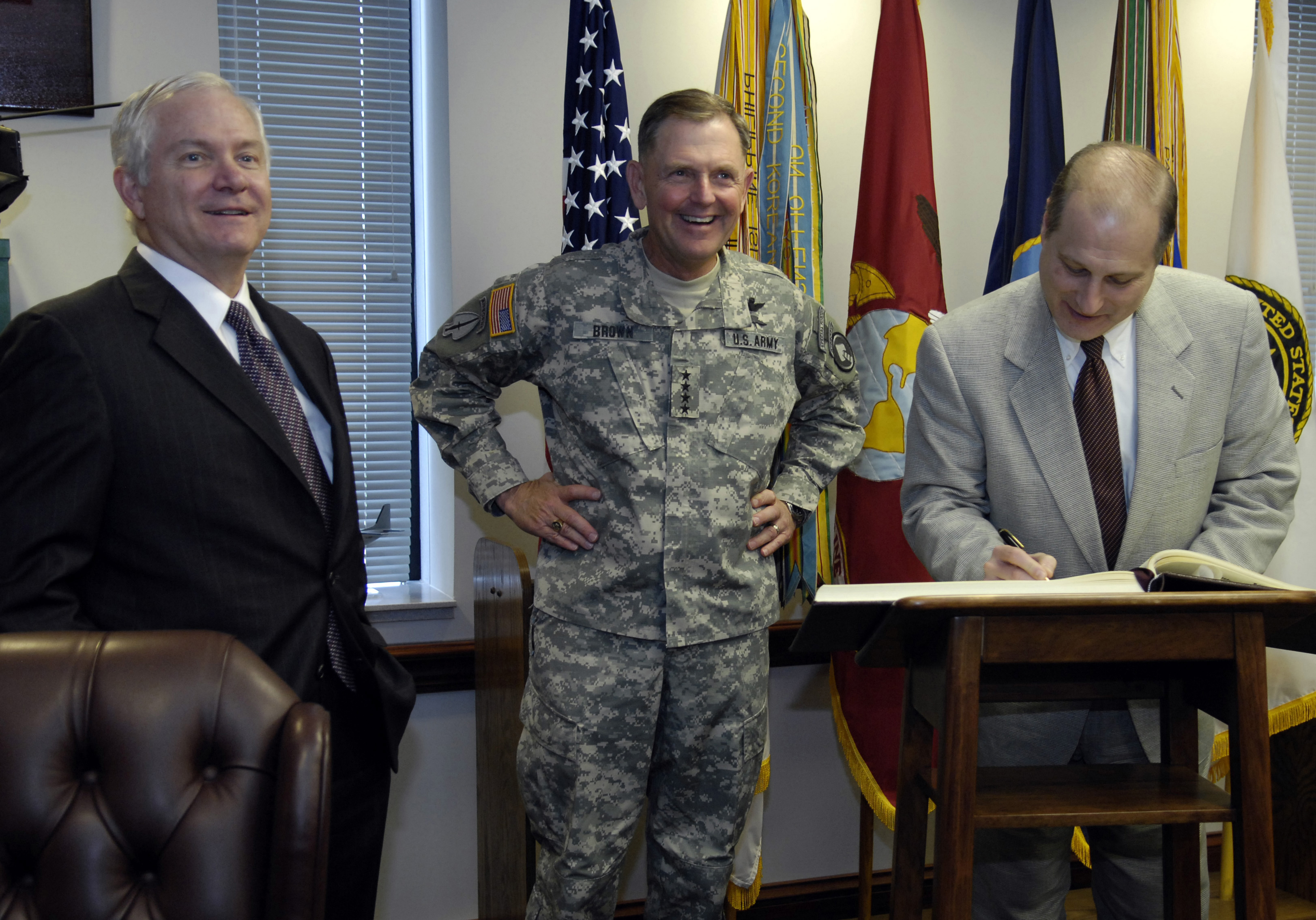
Brown mit US-Verteidigungsminister Robert Gates, 2007.

Brown hat einen Bachelor of Arts der Cameron University in Geschichte und einen Master der Webster University in Betriebswirtschaft. Er absolvierte das US Army Command and General Staff College sowie das US Army War College.
Er verpflichtete sich 1967 für die US Army und wurde als Private in der Infanterie eingesetzt. Nachdem er die US Army Airborne School und den Qualifikationskurs für die US Army Special Forces abgeschlossen hatte, diente er in einem „A-Team“ des Kommandos in Fort Bragg, North Carolina.
Als General diente er als assistierender Divisionskommandeur für Manöveraufgaben in der 1. US-Infanteriedivision (Mechanisiert) in Fort Riley, Kansas. Weitere Verwendungen waren als Direktor für Planung, Richtlinien und strategische Bewertungen (J5/J7) des US Special Operations Command (USSOCOM), als Kommandierender General des US Joint Special Operations Command auf der MacDill Air Force Base und des US Army Special Operations Command in Fort Bragg und als stellvertretender Kommandeur des USSOCOM auf der MacDill AFB. Nachdem er seit dem 2. September 2003 das USSOCOM befehligte, übergab er am 9. Juli 2007 das Kommando an Admiral Eric T. Olson und trat in den Ruhestand.
Kampfeinsätze hatte er während des Vietnamkrieges, der Operation Urgent Fury und den Operationen Desert Storm/Shield.

## Auszeichnungen
Auswahl der Dekorationen, sortiert in Anlehnung der Order of Precedence of Military Awards:
- Defense Distinguished Service Medal (3 ×)
- Army Distinguished Service Medal
- Defense Superior Service Medal
- Legion of Merit
- Distinguished Flying Cross
- Bronze Star
- Defense Meritorious Service Medal
- Meritorious Service Medal (3 ×)
- Air Medal
- Joint Service Commendation Medal
- Army Commendation Medal
- National Defense Service Medal (3 ×)
- Vietnam Service Medal (4 ×)
- Southwest Asia Service Medal (2 ×)
- Global War on Terrorism Service Medal
- NATO-Medaille für den Einsatz in Jugoslawien